# Bulbophyllum bontocense
Bulbophyllum bontocense là một loài phong lan thuộc chi Bulbophyllum.